# تووراشي شيمازو
تووراشي شيمازو (باليابانية: 島津 虎史) (مواليد 20 أغسطس 1978)، هو لاعب كرة قدم ياباني سابق كان يلعب كحارس مرمى.

## وصلات خارجية
- تووراشي شيمازو على موقع رابطة كرة القدم اليابانية للمحترفين (اليابانية)
- تووراشي شيمازو على موقع Soccerway.com (الإنجليزية)